# Cal Doval
Cal Doval és un edifici renaixentista del municipi de Cornudella de Montsant (Priorat) que forma part de l'Inventari del Patrimoni Arquitectònic de Catalunya.

## Descripció
És un edifici de planta baixa, pis i golfes, bastit de carreus a la planta baixa i de paredat dalt. La porta principal, en arc de mig punt, constitueix la part més interessant, amb carreus sobresortit com a element decoratiu. És interessant la porta la de fusta amb un petit arc conopial. La dovella clau té un escut ovalat mig esborrat.

## Història
La construcció, que caldria datar-la del s. XVII, de característiques similars a altres cases de la població, com les del carrer Tou, és iniciativa d'una època de benestar econòmic i de renovació d'idees, aportades per l'entrada del renaixement arquitectònic a la comarca de la mà de l'església local i de la d'Ulldemolins. Situada al carrer Major, cal Doval s'esdevé paradigma d'edificis de primera categoria. Sense haver sofert massa reformes, la casa presenta avui un aspecte certament descuidat. Aquesta casa possiblement havia estat propietat dels monjos de la cartoixa de Scala Dei. Avui en dia acull el museu Peris - Aragonès que conté una col·lecció d'eines del camp, així com objectes de ceràmica i vidre d'arreu del món.